# Orlando Penner
Orlando Penner Dürksen (Filadelfia, 2 de marzo de 1963) es un piloto, empresario y político paraguayo. Desde 2023 es senador nacional. Miembro fundador del Partido Patria Querida, en 2024 lo abandonó por el Partido Colorado.
Anteriormente fue gobernador de Boquerón de 1998 a 2003, senador nacional de 2003 a 2008 y diputado nacional por Boquerón de 2008 a 2013.

## Biografía

### Vida personal y familiar
Orlando Penner Dürksen nació el 2 de marzo de 1963 en Filadelfia, departamento de Boquerón. Es de ascendencia alemana.
Está casado con la abogada Nuria Isnardi. Anteriormente estuvo casado con Hannah Kroeker, con quien tuvo tres hijas.

### Educación
Penner cursó la educación escolar básica.

## Trayectoria laboral y política
Penner se hizo conocido como piloto de automovilismo, más específicamente rally, siendo campeón del Transchaco Rally en 1989, 1992 y 1994, siempre con el copiloto Eugenio Planás y la marca Volkswagen. Durante su carrera de piloto fue apodado «Ñandú», nombrado así por la ave americana común en su Chaco natal. Posteriormente se dedicó al rubro de la venta de vehículos.
Inició su carrera política en el Partido Encuentro Nacional, siendo concejal departamental en Boquerón de 1993 a 1998, luego gobernador de dicho departamento de 1998 a 2003.
En 2001, Penner abandonó el Encuentro Nacional, uniéndose al Partido Patria Querida, partido fundado en ese año por el empresario Pedro Fadul. En 2003 fue electo senador, pero en junio de 2004 decidió solicitar permiso por seis meses, debido a problemas personales. En marzo de 2005 presentó su renuncia al Senado, citando nuevamente problemas personales, entre ellos el hecho de que su esposa e hijas vivían en Canadá, por lo que la labor de legislador le impedía visitarlas con la regularidad que deseaba. Lo suplantó permanentemente Arsenio Ocampos Velázquez.
En 2008 volvió al Congreso, al ser electo diputado por Boquerón para el periodo 2008-2013.

### Senador nacional (2023-)
Su candidatura al Senado en 2023 se caracterizó por enfatizar el desarrollo del Chaco paraguayo de donde es oriundo, el cual afirma fue abandonado por el gobierno de Paraguay por un largo tiempo.
Siendo electo al Senado por el Partido Patria Querida, del cual fue uno de sus fundadores, el 29 de abril de 2024 anunció su renuncia al partido, citando «divergencias», dejando al partido sin representación en el Senado por primera vez en 21 años en el proceso. Inicialmente declarándose independiente, dos meses después, el 5 de julio de 2024, se anunció que Penner se había afiliado al gobernante Partido Colorado, en el proceso uniéndose al movimiento interno del partido Honor Colorado, liderado por el expresidente Horacio Cartes. El anuncio se dio el día del cumpleaños de Cartes.